# Северный (посёлок)
Северный — посёлок, расположенный на севере острова Южный архипелага Новая Земля.

## География
Посёлок Северный находится на южном берегу пролива Маточкин Шар, на северной оконечности архипелага Новая Земля. Он расположен в горной долине, у подножья горы Шелудивая. Также недалеко от посёлка находятся горы Лазарева и горы Моисеева. Местность горная, недалеко от посёлка протекает горная река Шумилиха. Посёлок находится в 350 км севернее Белушьей Губы.

## История
Посёлок Северный был основан на месте становища Шумилиха, в котором располагалась геологоразведочная экспедиция НИИГА. В становище зимовало 37 человек, летом население доходило до 150 человек. Годом основания посёлка является 1957 год. Он был базой экспедиций Минсредмаша СССР, проводивших подземные испытания ядерного оружия, горные и строительно-монтажные работы для подготовки испытаний. Посёлок Северный был базой для обеспечения проведения ядерных испытаний на двух площадках для подземных взрывов-зона В (южный берег Маточкиного Шара) и воздушных взрывов-зона С ядерного полигона на Новой Земле. Другое название поселка-командный пункт автоматики Д.

## Население
Посёлок использовался с 1958—1962 год включительно. Большая часть посёлка застроена домами преимущественно казарменного типа. В посёлке имелся грузовой причал и вертолётная площадка, медпункт, гостиница «Наука» и гостиница «Украина», несколько военных построек, котельная и дизельная электростанция. Сегодня постоянного населения в посёлке нет.
Недалеко от посёлка в горах Моисеева и Лазарева были пробурены штольни для ядерных испытаний.